# Vis viva
Vis viva (do latim para "força viva") é um termo histórico usado para a primeira descrição registrada do que agora chamamos de energia cinética em uma formulação inicial do princípio de conservação de energia.

## Visão geral
Proposta por Gottfried Leibniz durante o período de 1676-1689, a teoria era controversa, pois parecia se opor à teoria da conservação do momento defendida por Sir Isaac Newton e René Descartes. As duas teorias são agora entendidas como complementares.
A teoria foi eventualmente absorvida pela moderna teoria da energia, embora o termo ainda sobreviva no contexto da mecânica celeste por meio da equação vis viva .
O termo é devido ao alemão Gottfried Wilhelm Leibniz, que durante 1676-1689 tentou uma formulação matemática pela primeira vez. Leibniz notou que em muitos sistemas mecânicos (de várias massas, m i cada um com velocidade v i) a quantidade:
{\displaystyle \sum _{i}m_{i}v_{i}^{2}}
foi conservado. Ele chamou essa quantidade de vis viva ou "força viva" do sistema. O princípio, agora se percebe, representa uma declaração precisa da conservação da energia cinética em colisões elásticas e é independente da conservação do momento. No entanto, muitos físicos da época não estavam cientes desse fato e, em vez disso, foram influenciados pelo prestígio de Sir Isaac Newton na Inglaterra e de René Descartes na França, os quais propuseram a conservação do momentum como princípio orientador. Portanto, o momento linear:
{\displaystyle \,\!\sum _{i}m_{i}\mathbf {v} _{i}}
foi considerado pelo campo rival o conservado vis viva . Foram em grande parte engenheiros como John Smeaton, Peter Ewart, Karl Holtzmann, Gustave-Adolphe Hirn e Marc Seguin que objetaram que a conservação do momentum por si só não era adequada para cálculos práticos e fizeram uso do princípio de Leibniz. O princípio também foi defendido por alguns químicos como William Hyde Wollaston.
A matemática francesa Émilie du Châtelet, conhecedora da mecânica newtoniana, desenvolveu o conceito de Leibniz e, combinando-o com as observações de Gravesande de Willem, mostrou que vis viva dependia do quadrado das velocidades.
Membros do estabelecimento acadêmico, como John Playfair, foram rápidos em apontar que a energia cinética claramente não é conservada. Isso é óbvio para uma análise moderna baseada na segunda lei da termodinâmica, mas nos séculos 18 e 19, o destino da energia perdida ainda era desconhecido. Gradualmente, começou-se a suspeitar que o calor gerado inevitavelmente pelo movimento era outra forma de vis viva. Em 1783, Antoine Lavoisier e Pierre-Simon Laplace revisaram as duas teorias concorrentes de vis viva e teoria calórica Observações do Conde Rumford de 1798 sobre a geração de calor durante a perfuração dos canhões acrescentou mais peso à ideia de que o movimento mecânico poderia ser convertido em calor. Vis viva passou a ser conhecida como energia, após o termo ter sido usado pela primeira vez nesse sentido por Thomas Young em 1807.

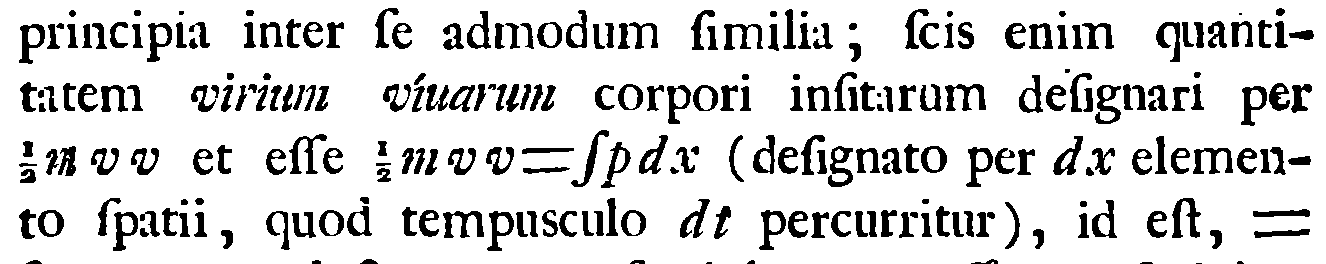
Trecho do artigo de Daniel Bernoulli publicado em 1741 com a definição de vis viva com multiplicador 1/2.

A recalibração de vis viva para incluir o coeficiente de meio, a saber:
{\displaystyle E={\frac {1}{2}}\sum _{i}m_{i}v_{i}^{2}}
foi em grande parte o resultado do trabalho de Gaspard-Gustave Coriolis e Jean-Victor Poncelet durante o período de 1819-1839, embora a definição atual possa ocasionalmente ser encontrada antes (por exemplo, nos textos de Daniel Bernoulli).
O primeiro o chamou de quantité de travail (quantidade de trabalho) e o último, travail mécanique (trabalho mecânico) e ambos defenderam seu uso em cálculos de engenharia.